# Cichla orinocensis
Cichla orinocensis és una espècie de peix de la família dels cíclids i de l'ordre dels perciformes.

## Morfologia
Els mascles poden assolir els 61,7 cm de longitud total i els 6,220 kg de pes.

## Distribució geogràfica
Es troba a Sud-amèrica: conques del riu Orinoco i dels seus afluents a Colòmbia i Veneçuela, del riu Amazones i del rio Negro.